# Rhynchostegiella opacifolia
Rhynchostegiella opacifolia är en bladmossart som beskrevs av Hugh Neville Dixon 1935. Rhynchostegiella opacifolia ingår i släktet nålmossor, och familjen Brachytheciaceae. Inga underarter finns listade i Catalogue of Life.